# Ben Stiller
Benjamin Edward (Ben) Stiller (New York, 30 november 1965) is een Amerikaanse acteur, komiek, scenarioschrijver, filmproducent en filmregisseur. Hij won in 1993 samen met zijn hele schrijversstaf een Emmy Award voor The Ben Stiller Show en in 2001 een American Comedy Award voor zijn rol in Meet the Parents.

## Biografie
Stiller is een zoon van komiek Jerry Stiller en actrice Anne Meara. Hij werd in 1988 gecontracteerd door MTVnetworks omdat hij een komische parodie had gemaakt op de film The Hustler en diens opvolger The Color of Money, genaamd The Hustler of Money. Hij kreeg ook een plaats binnen de ploeg van Saturday Night Live als schrijver/acteur en een naar hem vernoemde eigen show. Hierin voerde hij sketches op met vaste acteurs als Janeane Garofalo en Andy Dick.
Stiller behoort samen met Will Ferrell, Vince Vaughn, Jack Black, Steve Carell, Owen en Luke Wilson tot een groep acteurs die door media geregeld het Frat Pack wordt genoemd.
Stiller was van 2000 tot 2017 met actrice Christine Taylor getrouwd, met wie hij in april 2002 dochter Ella Olivia kreeg en in juli 2005 zoon Quinlin Dempsey. Hij speelde samen met Taylor in onder meer Zoolander, Dodgeball en Tropic Thunder.
Hij maakte in 2005 bekend dat hij lijdt aan bipolaire stoornis.
Sinds 2018 is Stiller ambassadeur van VN-vluchtelingenorganisatie UNHCR. In die hoedanigheid bracht hij op 20 juni 2022 tijdens de Russisch-Oekraïense Oorlog een bezoek aan de Oekraïense president Zelensky die voor hij president werd, acteur was.

## Filmografie
- Bibsys: 98014473
- Biblioteca Nacional de España: XX1172901
- Bibliothèque nationale de France: cb140175469 (data)
- Catàleg d'autoritats de noms i títols de Catalunya: 981058518567806706
- CiNii: DA11030579
- Gemeinsame Normdatei: 132072807
- International Standard Name Identifier: 0000 0001 1441 4675
- Library of Congress Control Number: no97065697
- Nationale Bibliotheek van Letland: 000274553
- MusicBrainz: ca9f8146-429d-4311-b247-42553ac07aec
- Nationale Bibliotheek van Tsjechië: jx20050512016
- Nationale bibliotheek van Australië: 42350896
- Nationale Bibliotheek van Israël: 987007444682705171
- Nationale Bibliotheek van Polen: a0000002813432
- Nederlandse Thesaurus van Auteursnamen: 136463894
- SNAC: w6f50bb6
- Système universitaire de documentation: 060284668
- Trove: 1457634
- Virtual International Authority File: 34655972
- WorldCat: E39PBJw8YPwpQRqXxVwPhyj9jC